# エドナン・カラバエフ
エドナン・カラバエフ（Ednan Karabajew、1953年1月17日 - ）は、キルギスの外交官。外務相を2度務めた。

## 経歴
タラス市出身。1975年、キルギス国立大学歴史学部を卒業。
- 1975年～1981年 - 中学校の教師、大学院生、キルギス・ソビエト社会主義共和国科学アカデミー初級科学職員
- 1981年～1990年 - コムソモール、共産党、ソビエトの業務
- 1990年～1992年 - 大統領府長官、大臣
- 1992年 - 国家書記、最高会議代議員
- 1992年～1994年 - 外務相
- 1994年～2007年2月8日 - キルギス・ロシア・スラブ大学の教授、国際関係講座主任。キルギス・ロシア大学の教授、国際関係講座主任
- 2007年2月8日～2009年1月16日 - 外務相

## パーソナル
妻帯、2児を有する。息子のチムールは、軍人（大佐）で、2007年から軍事検事次長。
歴史科学準博士。国際情報化アカデミー会員。
「名誉記章」勲章を受章。